# Georg Postl
Georg Postl (* 21. September 1945) ist ein ehemaliger österreichischer Radrennfahrer.
Bereits 1967 startete er erstmals bei den UCI-Straßen-Weltmeisterschaften, konnte sich aber weder im Einzelrennen noch im Mannschaftszeitfahren auf einem vorderen Rang platzieren. 1968 belegte Georg Postl den zweiten Platz in der Gesamtwertung der Österreich-Rundfahrt. In den beiden folgenden Jahren wurde er jeweils Österreichischer Staatsmeister im Straßenrennen, 1971 wurde er Vize-Meister. 1973 wurde er Zweiter in der Gesamtwertung von Wien-Rabenstein-Gresten-Wien.